# Abbadia Lariana
Pour les articles homonymes, voir Abbadia.
Abbadia Lariana (Badia ou la Badia en lombard, API: /labaˈdia/) est une commune italienne de 3 305 habitants, située dans la province de Lecco dans la région Lombardie, sur la rive du lac de Côme.

## Géographie

Territoire de la commune d'Abbadia Lariana (en rouge) sur une carte de la province de Lecco (Lombardie)..

## Administration
| Période                                  | Période | Identité            | Étiquette     | Qualité |
| ---------------------------------------- | ------- | ------------------- | ------------- | ------- |
| 8 juin 2008                              |         | Cristina Bartesaghi | Centre-droite |         |
| Les données manquantes sont à compléter. |         |                     |               |         |

### Hameaux
Les hameaux de la commune d'Abbadia Lariana sont :
Borbino, Onedo, San Rocco, Chiesa Rotta, Novegolo, Castello, Robianico, Molini, Linzanico, Crebbio, Lombrino et Zana.

### Communes limitrophes
Les communes limitrophes de Abbadia Lariana sont :
Ballabio, Lecco, Mandello del Lario, Oliveto Lario et Valbrona.